# Watererebia
De watererebia (Erebia pronoe) is een vlinder uit de onderfamilie Satyrinae van de familie Nymphalidae, de vossen, parelmoervlinders en weerschijnvlinders.
De watererebia komt voor in diverse gebergten in het midden en zuiden van Europa, in Oekraïne is de soort uitgestorven. In Roemenië, Slowakije en Oostenrijk nemen de aantallen van deze soort behoorlijk af. De vlinder vliegt op hoogtes van 900 tot 2500 meter boven zeeniveau. De soort leeft op (kruidenrijke) graslanden en bij bosranden.
De soort vliegt in een jaarlijkse generatie van juli tot en met september. Als waardplanten worden grassen uit de geslachten Poa en Festuca gebruikt. De rups overwintert in het eerste stadium en verpopt in juni of juli.

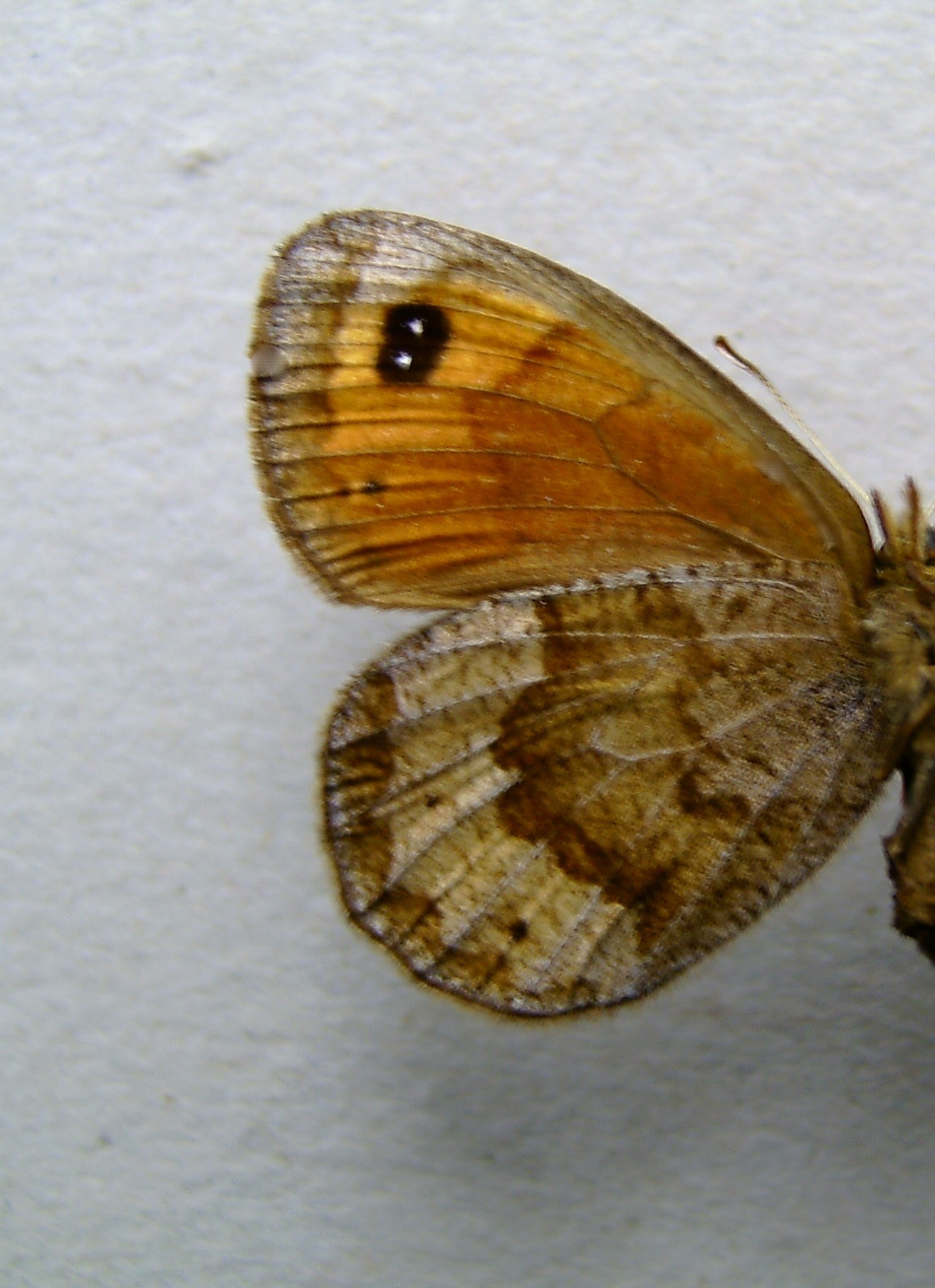
Onderzijde vrouwjte
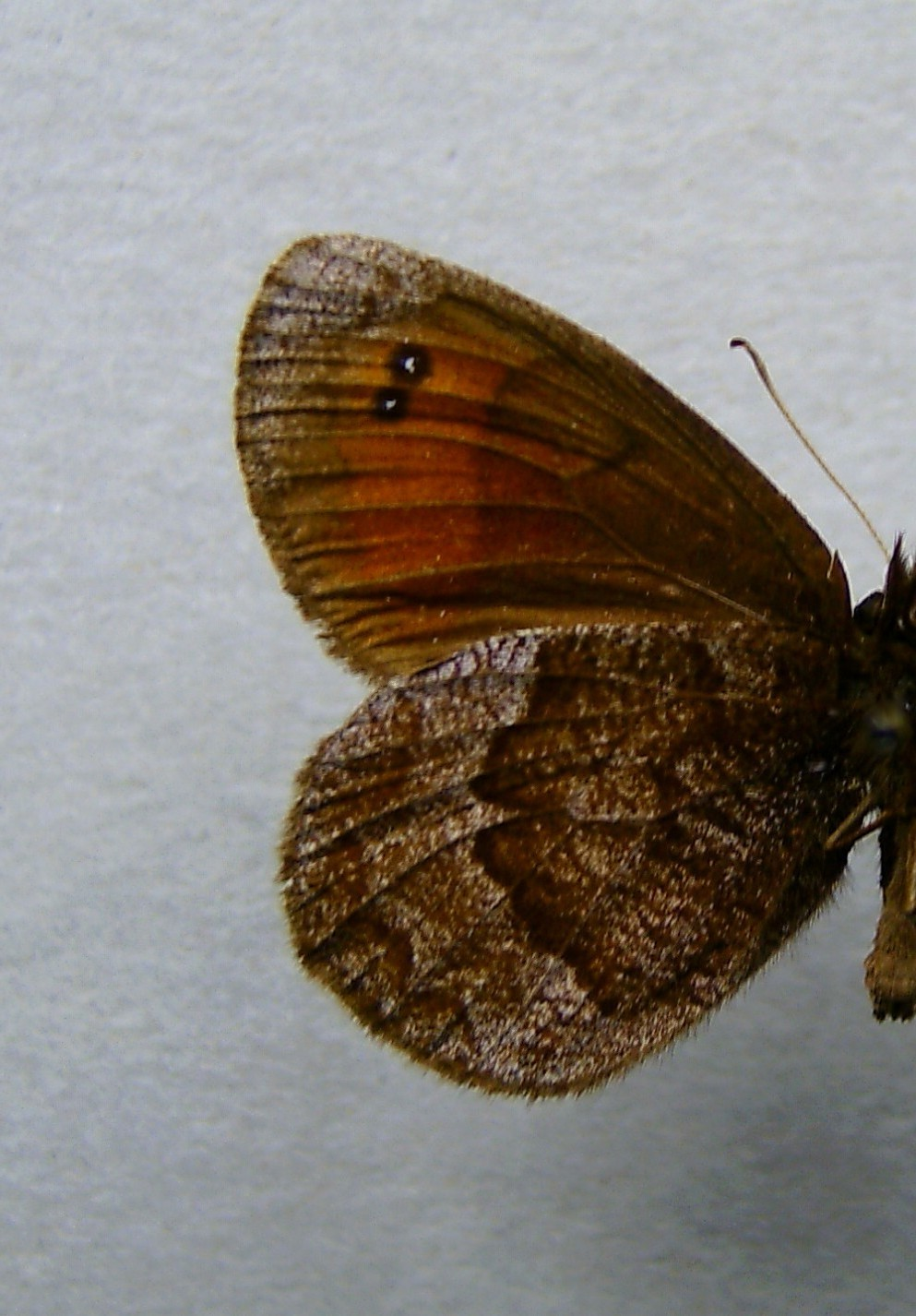
Onderzijde mannetje